# Rivolta d’Adda
Rivolta d’Adda – miejscowość i gmina we Włoszech, w regionie Lombardia, w prowincji Cremona.
Według danych z 2004 roku gminę zamieszkiwało 7007 osób, a gęstość zaludnienia wynosi 241,6 os./km².